# Markt (Zaltbommel)
De Markt is een straat in de stad Zaltbommel in de Nederlandse provincie Gelderland. De straat loopt vanaf de Gamerschestraat, Tolstraat en de Oliestraat tot Waterstraat, Boschstraat en de Gasthuisstraat. De Markt is ongeveer 55 meter lang. De straat is vernoemd naar de markt die hier eeuwenlang plaatsvindt. Aan de Markt bevinden zich het stadhuis (1760-1763), ontworpen door architect Anthony Viervant uit (Arnhem), alsook een aantal rijksmonumentale huizen.

## Trivia
- De grondleggers van het Philipsconcern de gebroeders Philips, hun geboortehuis staat aan de Markt. Karl Marx bezocht regelmatig de familie, hier werkte hij ook aan "Das Kapital”. Ook componist Franz Liszt bezocht geregeld de familie.[2]

## Fotogalerij

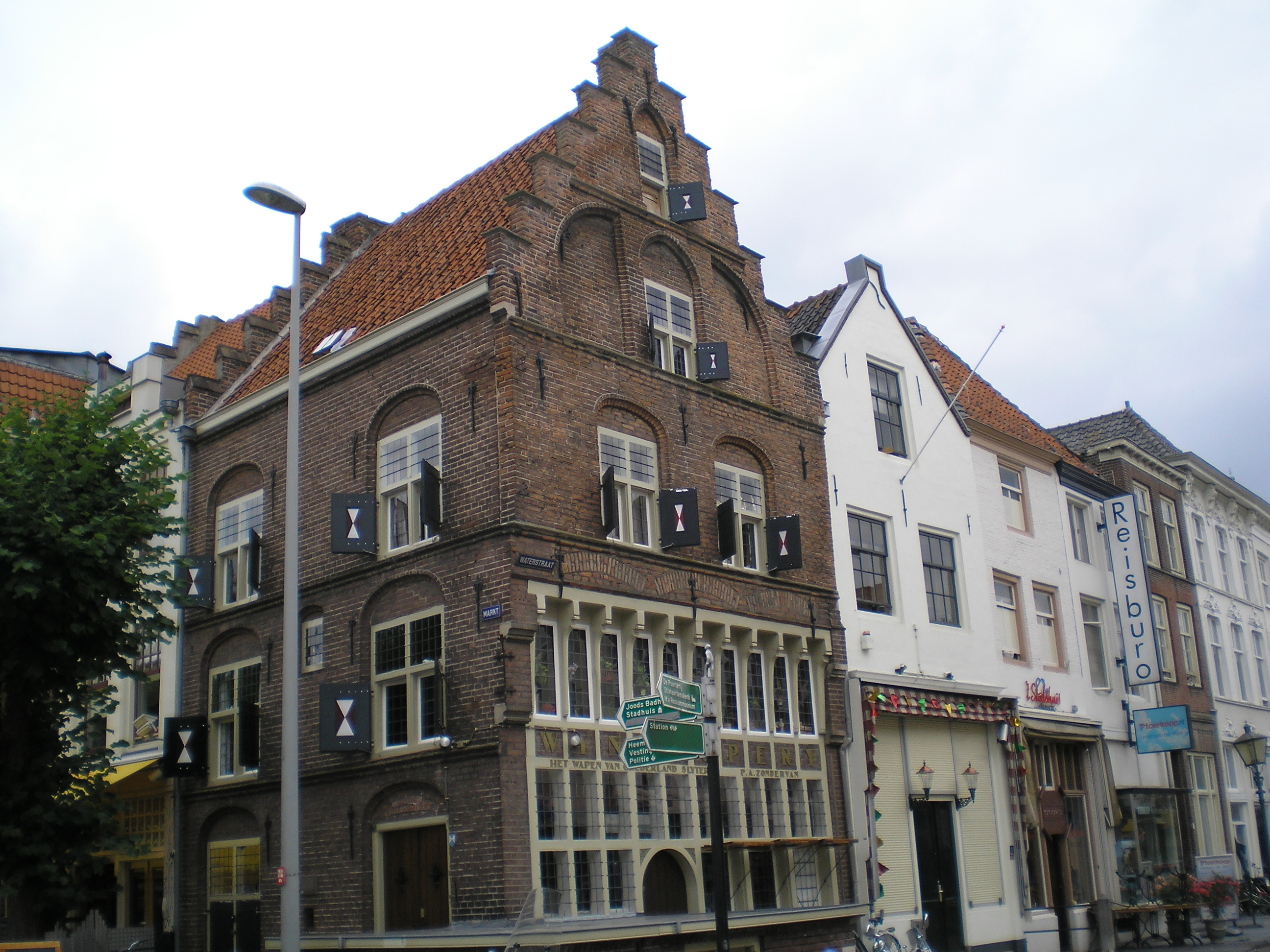
"'t Wapen van Gelderland" aan de Markt 2 (rijksmonument)
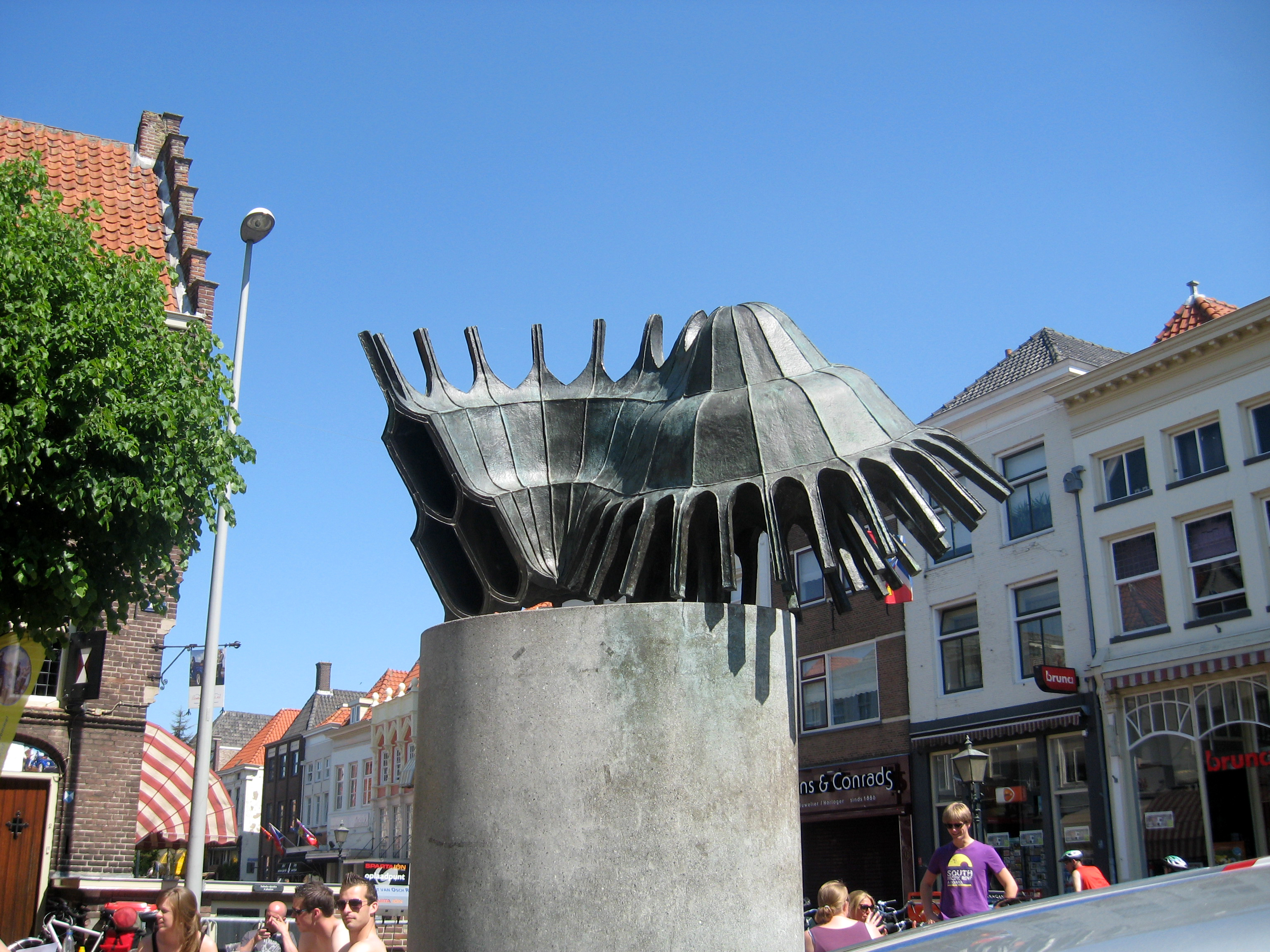
Sculptuur "De verbeelding van een bewogen historie" aan de Markt
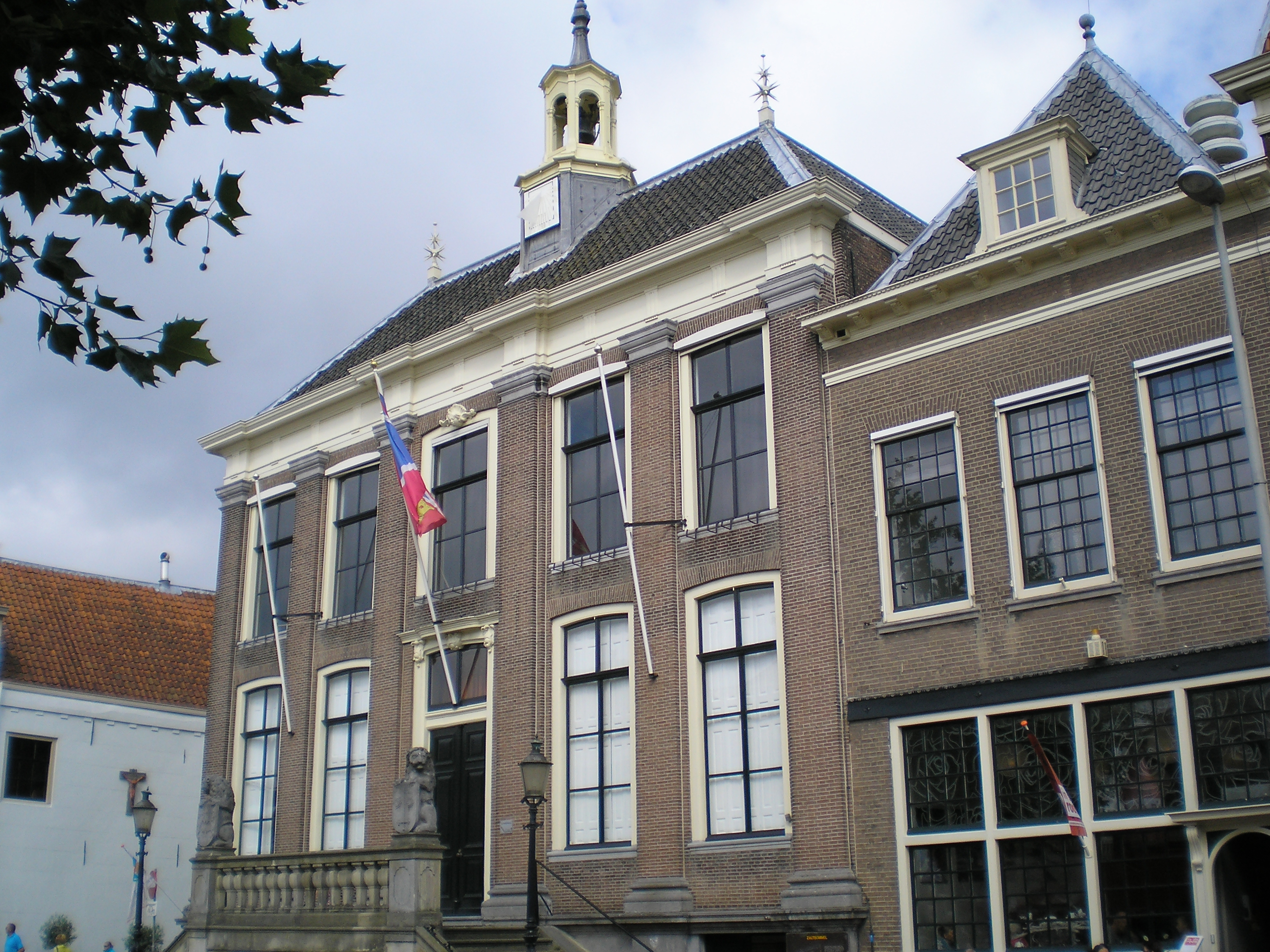
Stadhuis aan de Markt (rijksmonument)
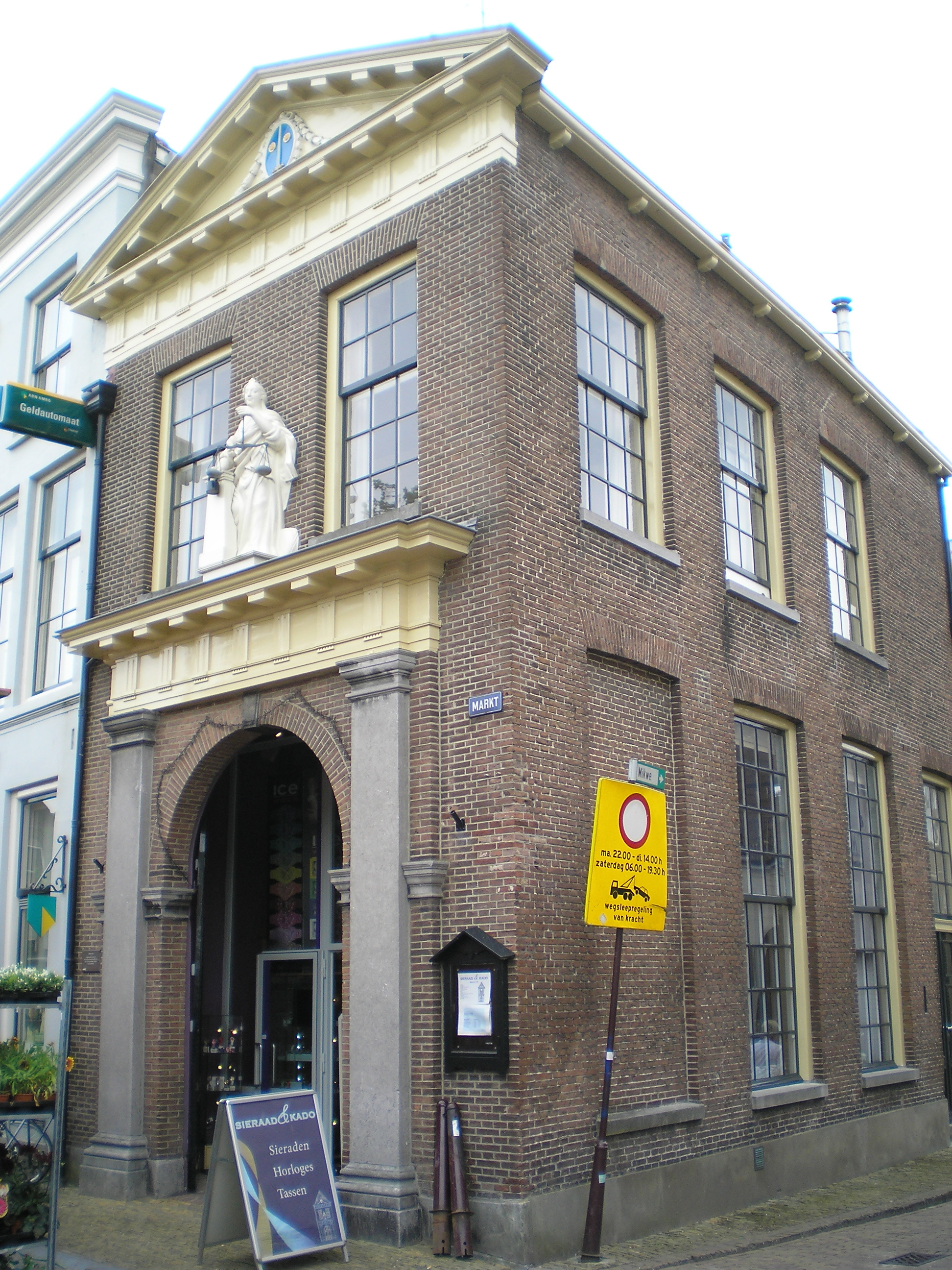
De Markt 15 hoek Oliestraat

Boschstraat ·
De Virieusingel ·
Gamerschestraat ·
Gasthuisstraat ·
Kerkplein ·
Kerkstraat · 
Korte Steigerstraat ·
Korte Strikstraat ·
Lange Steigerstraat · 
Markt ·
Nieuwstraat ·
Nonnenstraat ·
Oliemolen ·
Oliestraat ·
Steenweg ·
Tolstraat · 
Vismarkt · 
Waalkade · 
Waterstraat · 
Zandstraat